# Mazzafegato
Le mazzafegato, ou mazafegghito, est un produit typique de la Alta Valle del Tevere, à la frontière entre l'Ombrie et la Toscane, et de la Valtiberina toscane où il est également appelé sambudello,.

## Description
Il est fabriqué à partir du même mélange que le saucisson ou la soppressata, composé principalement de viandes de deuxième et troisième catégorie, auxquelles on ajoute une proportion de quinze pour cent de foie de porc et d'autres abats. Le tout, haché et assaisonné de sel, de poivre, éventuellement d'ail et de pignons dans la recette ombrienne, est fourré dans un boyau de petit diamètre préalablement lavé et aromatisé au vin chaud. Le mazzafegato de la zone de Camerte, dans la région supérieure des Marches, peut contenir de petites quantités d'écorce d'orange ou, à défaut, de fleur de fenouil. Une version sucrée est également répandue en Ombrie, où de modestes quantités d'écorce d'orange, de sucre et de sultanines sont ajoutées. Elle est particulièrement réputée pour sa production dans la région de Fano dans l'Urbinate, où elle est également appelée salsiccia matta.
On peut trouver une similitude avec une saucisse allemande, la saucisse de foie appelée Leberwurst (à ne pas confondre avec la Leberkäse bavaroise qui, malgré son nom, ne contient pas de foie).